# Santa Maria della Quercia
Santa Maria della Quercia är en kyrkobyggnad i Rom, helgad åt Jungfru Maria. Den är belägen vid Piazza della Quercia i rione Regola. Den första kyrkan på denna plats, San Nicola de Curte, uppfördes omkring år 1300. 1532 förlänade påve Julius II kyrkan åt Roms slaktarskrå, Confraternita dei Macellai, som då lämnade kyrkan Santi Sergio e Bacco al Foro Romano.
1727 anlitade slaktarskrået arkitekten Filippo Raguzzini för att restaurera kyrkan. Raguzzini ritade en fasad med konvex mittaxel och konkava sidoaxlar. I bottenvåningen, som står på en hög sockel, applicerade Raguzzini fyra pilastrar med kapitäl inspirerade av den korintiska ordningen. Mittaxeln pryds bland annat av ett fyrpassformat fönster. Gördelgesimsem förkroppar sig över bottenvåningens pilastrar. I övervåningen är den klassiska ordningen helt avskaffad. På ömse sidor av det rektangulära fönstret har arkitekten anbringat kapitällösa väggband. Fasaden kröns av en attikaliknande, delvis halvcirkelformad, överbyggnad.

## Konstverk i urval
- Pietro Barbieri: Kristi dop
- Filippo Evangelisti: Korsfästelsen

## Nollis Rom-karta

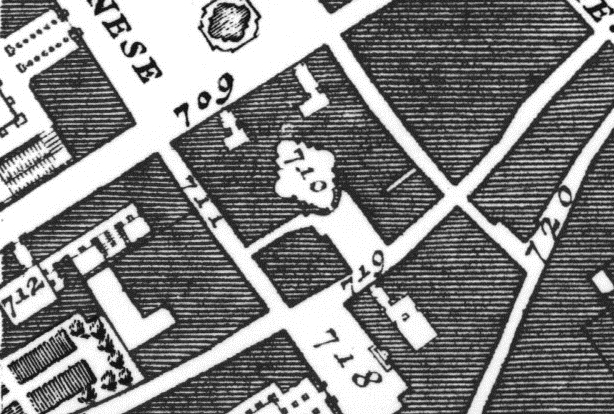
Santa Maria della Quercia (nummer 710) på Giovanni Battista Nollis Rom-karta från 1748.